# Teganon

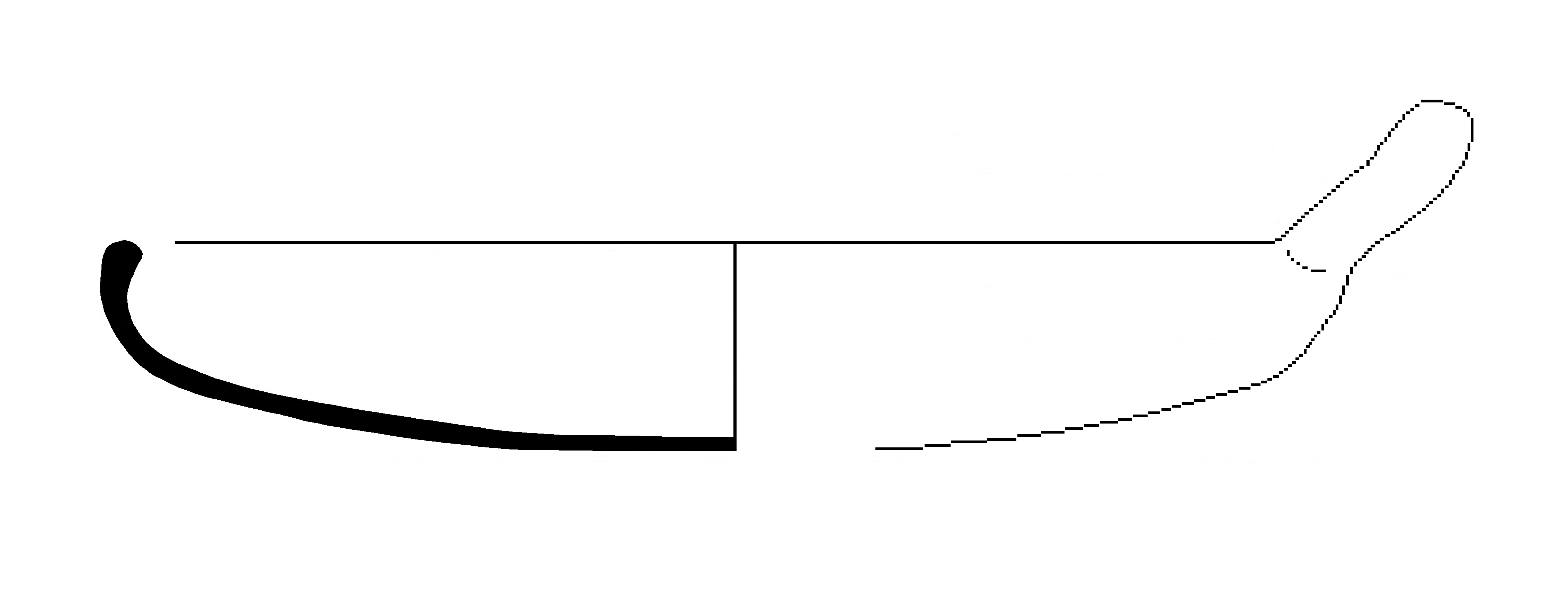
Ideale Umzeichnung einer Teganon

Als Teganon (altgriechisch τήγανον tḗganon, auch Peganon oder Tegenon) wurde eine Form des Kochgeschirrs im antiken Griechenland bezeichnet.
Tegana wurden zum Kochen und Braten von Tintenfischen benutzt und möglicherweise auch zum Pökeln verwendet. Die Form ist nur aus der literarischen Überlieferung bei Aristophanes bekannt. Vom griechischen Wort ist der deutsche Begriff Tiegel wie auch der arabische Begriff Tajine über das römische tegula entlehnt. Auch das neugriechische Wort Saganaki kommt über den türkischen Begriff sahan von Teganon.

## Belege
1. ↑  Aristophanes, Ritter 929
2. ↑  http://www.wer-weiss-was.de/theme143/article1756648.html
3. ↑  http://www.kitchentotable.com/productlines/emile-henry-tagine.php
4. ↑  Archivierte Kopie (Memento des Originals vom 5. Februar 2009 im Internet Archive)  Info: Der Archivlink wurde automatisch eingesetzt und noch nicht geprüft. Bitte prüfe Original- und Archivlink gemäß Anleitung und entferne dann diesen Hinweis.